# Calathea libbyana
Calathea libbyana är en strimbladsväxtart som beskrevs av H.A.Kenn. Calathea libbyana ingår i släktet Calathea och familjen strimbladsväxter. Inga underarter finns listade.